# 35703 Lafiascaia
35703 Lafiascaia este un asteroid din centura principală de asteroizi.

## Descriere
35703 Lafiascaia este un asteroid din centura principală de asteroizi. A fost descoperit pe 20 martie 1999 la Montelupo de Maura Tombelli și Egisto Masotti. Asteroidul prezintă o orbită caracterizată de o semiaxă mare de 2,33 ua, o excentricitate de 0,09 și o înclinație de 4,4° în raport cu ecliptica.